# Hypopyra signata
Hypopyra signata là một loài bướm đêm trong họ Erebidae.